# 穐近祐
穐近 祐（龝近 祐、あきちか ゆたか、1904年 - 2000年7月17日）は日本で活躍した日系アメリカ人の宣教師。イエス福音教団の創設者。息子の穐近祈が後継者になる。

## 生涯
鳥取県倉吉市出身。1919年に農民の子として15歳でアメリカに移住する。同じ日系人の夫人と結婚して、1男(祈)1女を儲ける。
ラジオ・バイブル・クラスのデハーン博士の伝道で回心する。
1945年8月に太平洋戦争が終結すると日本宣教の許可を求めてダグラス・マッカーサー陸軍元帥に手紙を送って直訴する。マッカーサーより日本宣教の許可の電報を受ける。
1947年1月アメリカのデンバー市で極東福音十字軍が結成されて、最初の宣教師として穐近夫妻が選ばれる。1947年10月サンフランシスコ港を出向して、横浜港に着く。
極東福音十字軍（センド国際宣教団）に所属しながら宣教活動を行った。新宿駅でジープで街頭説教をしたり、東京都杉並区の日本女子大のすぐぞばにあった小説家菊池寛の家で集会をしていた。その頃、東京女子大の教師をしていた斉藤清子（後の滝元夫人）が穐近の説教を聞いて感銘を受けて回心した。その後に、女子大生たちを20、30名連れて集会に集うようになった。斉藤は大学を辞めて穐近の伝道の協力者になった。
その後、東京都東久留米市に転居する。同じ東久留米にあった森永ミルクの元プラントの建物で集会をしていた。その頃、羽鳥明が東京女子高等師範学校（現・お茶の水女子大学）の付属高校教師をしていた時、バイブル・クラスを開催していた。羽鳥のクラスでの入信者が穐近の集会に紹介された。
1949年2月13日に滝元明が友人3人と共に穐近の東久留米の教会を訪問する。1949年5月30日に滝元明に洗礼を授ける。滝元明が農業研究所を伝道のために退職したときに、3ヶ月間穐近の家に住み込んだ。その時、滝元と共に、大原俊夫と丸山軍司が献身して住み込んでいた。
1950年には、極東福音十字軍から独立して、イエス福音教団を設立する。1950年滝元明が郷里伝道のために愛知県に帰った。
1960年に太平洋放送協会 (PBA) が新スタジオを建設する時に、スタジオ用地の整備の作業をほぼ1人で行う。それ以来太平洋放送協会に協力してきた。
1970年に全日本リバイバル・ミッションの顧問になる。1992年に聖霊の第三の波と言われた聖霊運動の意見の相違により、滝元明、田中政男らがイエス福音教団を離脱する。
2000年に日本で死去する。

## 著書
- 「土方のおやじ」イエス福音宣教団出版部、1982年